# Matilda of Lancaster
Matilda of Lancaster (auch Maud of Lancaster; Matilda de Burgh, Countess of Ulster; oder Matilda Ufford) (* um 1310; † 5. Mai 1377 in Bruisyard) war eine englische Adlige. Durch ihre beiden Heiraten wurde sie auf tragische Weise mit Irland verbunden, wo um diese Zeit der englische Einfluss zurückging.

## Herkunft
Matilda war eine Tochter von Henry Plantagenet, 3. Earl of Lancaster und von dessen Frau Maud de Chaworth, damit entstammte sie einer Nebenlinie des englischen Königshauses Plantagenet. Ihr ältester Bruder war Henry of Grosmont, der spätere 1. Duke of Lancaster. 

## Heirat mit William de Burgh
1327 wurde sie mit dem minderjährigen William de Burgh, 3. Earl of Ulster, Enkel und Erbe von Richard Og de Burgh, 2. Earl of Ulster verheiratet, dessen Vormundschaft von ihrem Vater erworben worden war. Nachdem ihr Mann volljährig geworden war, trat er sein Erbe in der Lordschaft Irland an, wurde jedoch bald in die Machtkämpfe innerhalb der Lordschaft verstrickt und im Juni 1333 ermordet. Matilda floh mit Elizabeth, dem einzigen Kind aus ihrer Ehe mit William, nach England. Der Großteil der irischen Besitzungen ihres Mannes fielen in der Folge in die Hände von irischen Rebellen, andere Gebiete, auf die sie als Wittum Anspruch erheben könnte, befanden sich noch im Besitz ihrer Schwiegermutter Elizabeth de Clare. Als Entschädigung übergab ihr König Eduard III. die Verwaltung von Ländereien, die Klöstern in Frankreich gehörten, durch den Beginn des Hundertjährigen Kriegs mit Frankreich jedoch unter königliche Verwaltung gefallen waren. Matilda schaffte es dazu, den König zu bewegen, dass er dem 1337 königlichen Justiciar of Ireland verbot, die Mörder ihres Mannes zu begnadigen. 1339 erreichte sie, dass Hugh de Burgh, der einst zu ihrem persönlichen Gefolge gehört hatte, zum Schatzmeister für Irland ernannt wurde. Er versuchte, allerdings nur teilweise erfolgreich, die ausstehenden Pachten aus dem ihr zustehenden Wittum von den irischen Adligen, einschließlich des mächtigen Énrí Ó Néill in Ulster einzutreiben.

## Heirat mit Ralph Ufford
1341 wurde Matildas Tochter Elizabeth mit Lionel of Antwerp, einem jüngeren Sohn des Königs, verheiratet. Vor Juni 1343 heiratete sie selbst Ralph Ufford, einen Ritter des königlichen Haushalts. Im August des Jahres war sie zusammen mit ihrem Mann in Avignon, wo Papst Clemens VI. sie von einem Wallfahrtsgelübde nach Santiago de Compostela entband und ihr und ihrem Mann weitere Privilegien bestätigte. Kurz danach ernannte der englische König ihren Mann zum Justiciar, also zum Stellvertreter des Königs, für Irland. Im Juli 1344 erreichte das Paar, zusammen mit einem Heer von 40 Men-at-arms und 200 Bogenschützen, Dublin. Ufford versuchte unverzüglich, die königliche Autorität in Irland zurückzugewinnen. Nach einem Feldzug nach Munster und Leinster führte er 1345 einen Feldzug gegen Ulster, das über ein Jahrzehnt lang sich der englischen Oberherrschaft entzogen hatte. Dort setzte er den rebellischen Énrí Ó Néill ab. Matilda weilte im November 1345 schwanger in Kilmainham bei Dublin, kurz danach erkrankte Ufford und starb im April 1346 in Kilmainham. Erneut musste Matilda mit einem Kleinkind aus Irland flüchten.

## Rückzug ins religiöse Leben
In England kümmerte sich Eduard III. erneut um Matildas materielle Versorgung. Matilda übergab 1347 jedoch die Vertretung ihrer Interessen vor allem ihrem Bruder Henry of Grosmont und trat als Stiftsdame in das Augustinerstift von Campsey Ash in Suffolk ein, wo ihr zweiter Mann Ralph Ufford begraben worden war. Sie machte dazu eine Stiftung für eine Schule in Campsey Ash, die 1354 nach Bruisyard verlegt wurde. Dort gründete ihr Schwiegersohn Lionel of Antwerp später ein Franziskanerinnenkloster. 1364 erhielt Matilda die päpstliche Erlaubnis, das Stift zu verlassen. Spätestens 1369 lebte sie als Nonne im von ihrem Schwiegersohn gestifteten Bruisyard Abbey, wo sie wahrscheinlich starb. Sie wurde jedoch in Campsey Ash begraben.

## Nachfahren
Ihre erste Tochter Elizabeth de Burgh, 4. Countess of Ulster, die mit Lionel of Antwerp verheiratet war, war bereits 1363 gestorben, sie hatte eine Tochter, Philippa, hinterlassen. Maud, die Tochter aus ihrer Ehe mit Ralph Ufford, hatte 1350 Thomas de Vere, 8. Earl of Oxford geheiratet und starb nach 1413. 